# وهيب سراي الدين
وهيب سراي الدين(1934) كاتب قصصي وروائي سوري من السويداء.

## حياته
ولد في قرية المجيمر بالسويداء 1934، حاصل على إجازة في التاريخ- جامعة دمشق.
نشر قصصه للمرة الأولى في الصحف والمجلات السورية.

## عضويته
- عمل مديراً للمركز الثقافي العربي في الحسكة، ودرعا، والسويداء،
- وسمي أميناً لسر فرع اتحاد الكتاب العرب بالسويداءو الآن هو عضو متقاعد.
- عضو جمعية القصة والرواية.
- عضو مجلس اتحاد الكتاب العرب- دورة عام [1] 1995

## أعماله
مؤلفاته:

- قرية رمان، رواية- 1965.
- حفنة تراب على نهر جغجغ- رواية- 1978.
- الرقيق- قصص- دمشق 1985- اتحاد الكتاب العرب.
- الرجل والزنزانة- رواية- دمشق 1988- اتحاد الكتاب العرب.
- سلاماً يا ظهر الجبل- رواية- دمشق 1990- اتحاد الكتاب العرب.
- الحل- قصص- 1991.
- طائر الكريم- قصص- 1992.
- المهندسون- رواية- 1993.
- العالم في سهرة- قصص- دمشق 1994- اتحاد الكتاب العرب.
- مساحة ما من.. العقل- رواية- دمشق 1995- وزارة الثقافة.
- اشتقاقات الفصل الأخير- رواية- دمشق 1996- اتحاد الكتاب العرب.
- بركة الطيور- قصص للأطفال- دمشق 1997- اتحاد الكتاب العرب
- نفاد الرمل- قصص- دمشق 1998- اتحاد الكتاب العرب.
- سويداء سورية(موسوعة جبل العرب) بالاشتراك مع عدة مؤلفين عام 1995 -دار علاء الدين.
- طيوف عام 2000[2]
- الرهان عام 2002
- ثمة موت آخر عام 2006
- إليك يا ذات النون عام 2007
- من دفتر الكلمات عام 2007
- وفي معنى العمل.

ومقالات أخرى في التربية والفن والمنطق العلمي عام 2012.

## تكريمه في ثقافي شهبا بالسويداء
تم تكريمه في 20 أيار 2013 حيث كرم المركز الثقافي العربي بمدينة شهبا بالسويداء الأديب وهيب سراي الدين تقديرا لعطائه الكبير في رفد الوسط الثقافي بمجموعة غنية ومتنوعة من الأعمال الأدبية المتميزة.
وقدم مدير المركز الثقافي العربي بمدينة شهبا منير بو زين الدين عرضا عن سيرة الأديب سراي الدين العطرة مبينا أنه من أوائل الذين ساهموا في كتابة وإطلاق الرواية في جبل العرب من خلال راويته الأولى قرية رمان عام 1965.